# منة أوغلو محمد بك
منّة أوغلو محمد بك (بالتركية: Minnetoğlu Mehmed Bey)‏، كان قائداً عسكرياً بوسنويًا في الدولة العثمانية، وأول والي (سنجق بك) لسنجق البوسنة وقد أسند إليه هذا المنصب السلطان محمد الفاتح. كان من أصول تركية. شارك في الحملة العثمانية على البوسنة بين عامي 1463م–1464م تحت قيادة السلطان محمد الفاتح، أو بين 1460م–1461م بحسب المؤرخ العثماني طورسون بك.

## مسيرته
وفقًا لبعض المصادر البوسنية، فقد كان حينها حاكمًا لسنجق سمندرية، أو "سيد الأرض الصربية"، في حين تنسب مصادر أخرى هذا المنصب إلى القائد علي بك ميهالي أوغلو، الذي عُيّن سنجق بك على سمندرية في 1462م–1463م.
عندما غادر السلطان محمد الفاتح حصار يايتسه (Jajce) ليتوجه نحو المجريين المنسحبين، أوكل إلى منّة أوغلو مهمة مواصلة الحصار. وبعد الحصار الثاني للمدينة في عام 1463م أو 1464م، عيّنه السلطان محمد الفاتح كأول سنجق بك على سنجق البوسنة، وكان مقر إقامته أولًا في يايتسه ثم انتقل لاحقًا إلى سراييفو.
أرسل منّة أوغلو 500 فارس إلى معسكر العثمانيين في زفورنيك لدعم القتال ضد المجريين المحاصرين. وقد خلفه في منصبه عيسى بك بن إسحاق (Isa-Beg Ishaković) كحاكم لسنجق البوسنة (دون تحديد دقيق للزمن).
كما قام السلطان محمد الفاتح بتوطين أتراك من أماسية في الروملي بقيادة منّة أوغلو.